# آبشار دریاچه ناشناس
آبشار دریاچه ناشناس (به انگلیسی: Lake Unknown Falls) آبشاری است که در کشور نیوزلند واقع شده‌است و بلندترین ریزشگاه آن ۶۹۰ متر ارتفاع دارد. این آبشار، سی و سومین آبشار بلند جهان است.